# Boxe aux Jeux olympiques d'été de 2004
Navigation
Sydney 2000 Pékin 2008
Aux Jeux olympiques d'été de 2004, onze épreuves de boxe anglaise se sont disputées du 14 août au 29 août 2004 à Athènes, Grèce.

## Résultats

### Podiums
| Catégories                  | Or                    | Argent              | Bronze                                |
| Poids mi-mouches (-48 kg)   | Yan Bartelemí         | Atagün Yalçınkaya   | Zou Shiming Sergey Kazakov            |
| Poids mouches (-51 kg)      | Yuriorkis Gamboa      | Jérôme Thomas       | Fuad Aslanov Rustamhodza Rahimov      |
| Poids coqs (-54 kg)         | Guillermo Rigondeaux  | Worapoj Petchkoom   | Aghasi Mammadov Bahodirjon Sooltonov  |
| Poids plumes (-57 kg)       | Aleksey Tishchenko    | Kim Song-guk        | Vitali Tajbert Jo Seok-hwan           |
| Poids légers (-60 kg)       | Mario Kindelán        | Amir Khan           | Serik Yeleuov Murat Khrachev          |
| Poids super-légers (-64 kg) | Manus Boonjumnong     | Yudel Johnson       | Boris Georgiev Ionuţ Gheorghe         |
| Poids welters (-69 kg)      | Bakhtiyar Artayev     | Lorenzo Aragón      | Kim Jung-joo Oleg Saitov              |
| Poids moyens (-75 kg)       | Gaydarbek Gaydarbekov | Gennady Golovkin    | Suriya Prasathinphimai Andre Dirrell  |
| Poids mi-lourds (-81 kg)    | Andre Ward            | Magomed Aripgadjiev | Ahmed Ismail Utkirbek Haydarov        |
| Poids lourds (-91 kg)       | Odlanier Solis        | Viktor Zuyev        | Mohamed Elsayed Naser Al Shami        |
| Poids super-lourds (+91 kg) | Aleksandr Povetkin    | Mohamed Aly         | Michel López Núñez Roberto Cammarelle |

### Tableau des médailles
| Place | Pays              | Médaille d'or, Jeux olympiques | Médaille d'argent, Jeux olympiques | Médaille de bronze, Jeux olympiques | Total |
| ----- | ----------------- | ------------------------------ | ---------------------------------- | ----------------------------------- | ----- |
| 1     | Cuba              | 5                              | 2                                  | 1                                   | 8     |
| 2     | Russie            | 3                              | 0                                  | 3                                   | 6     |
| 3     | Thaïlande         | 1                              | 1                                  | 1                                   | 3     |
| -     | Kazakhstan        | 1                              | 1                                  | 1                                   | 3     |
| 5     | États-Unis        | 1                              | 0                                  | 1                                   | 2     |
| 6     | Biélorussie       | 0                              | 2                                  | 0                                   | 2     |
| 7     | Égypte            | 0                              | 1                                  | 2                                   | 3     |
| 8     | France            | 0                              | 1                                  | 0                                   | 1     |
| -     | Royaume-Uni       | 0                              | 1                                  | 0                                   | 1     |
| -     | Corée du Nord     | 0                              | 1                                  | 0                                   | 1     |
| -     | Turquie           | 0                              | 1                                  | 0                                   | 1     |
| 12    | Azerbaïdjan       | 0                              | 0                                  | 2                                   | 2     |
| -     | Allemagne         | 0                              | 0                                  | 2                                   | 2     |
| -     | Corée du Sud      | 0                              | 0                                  | 2                                   | 2     |
| -     | Ouzbékistan       | 0                              | 0                                  | 2                                   | 2     |
| 16    | Bulgarie          | 0                              | 0                                  | 1                                   | 1     |
| -     | Chine             | 0                              | 0                                  | 1                                   | 1     |
| -     | Italie            | 0                              | 0                                  | 1                                   | 1     |
| -     | Roumanie          | 0                              | 0                                  | 1                                   | 1     |
| -     | Syrie             | 0                              | 0                                  | 1                                   | 1     |
| Total | 20 pays médaillés | 11                             | 11                                 | 22                                  | 44    |

## Référence
1. ↑  (en) Résultats des Jeux olympiques 2004 (amateur-boxing.strefa.pl)